# Josephine March
Joshephine March, mais conhecida como Jo March, é a protagonista da obra Mulherzinhas de 1868 de Louisa May Alcott. A personagem foi inspirada na autora do livro.
Vivia em Concord, Massachusetts nos Estados Unidos, com a sua mãe e as suas três irmãs. Nasceu em novembro de 1846e era a segunda filha mais velha. Ao contrário das suas irmãs, fugia ao estereótipo da mulher no séc.XIX, pois era "maria-rapaz" e feminista , queria ter o seu próprio espaço para realizar os seus sonhos e ambições, e o seu maior desejo era tornar-se uma escritora famosa.

## Personalidade e aparência
Josephine era a filha menos feminina. Falava sobre a sua autonomia como mulher e orgulhava-se de evitar os modos femininos do séc XIX. Sempre odiou ter nascido mulher e queria ser um homem para poder viver livremente. Odiava a possibilidade de algum dia ser influenciada pelos estereótipos. Jo era uma pessoa determinada, independente, rebelde, corajosa, leal, atenciosa e direta. Ao crescer, foi mudando a sua forma de pensar, a sua mentalidade e aceitou o seu género sabendo que isso não influenciaria a sua identidade única.
Jo era descrita com uma rapariga alta, magra e bronzeada, com olhos cinzentos, e um cabelo longo.                                                                  Mais tarde, já adulta, era descrita como uma jovem curvilínea, com bochechas rosadas e olhos cintilantes.

## Desenvolvimento Da Personagem

### Infância
Josephine, sempre foi uma criança desajeitada e determinada que encontrava um refúgio nos livros, passando horas no sótão da sua casa a ler.          Nas "Mulherzinhas", a família March enfrenta dificuldades financeiras durante a Guerra Civil Americana, com o pai no exército e as irmãs a terem de trabalhar para sustentar a casa. Josephine sacrifica e vende o seu "único orgulho", o seu cabelo, para comprar um bilhete para a sua mãe ir a Washington visitar o marido doente.                    
No meio das dificuldades, Josephine e suas irmãs criam uma amizade especial com Theodore Laurence (Teddy), o seu vizinho. Jo e Teddy tornaram-se grandes amigos. Esses laços profundos tornaram-se uma fonte de apoio e conforto para a família March, destacando-se a importância do amor, sacrifício e amizade ao longo da narrativa.

### Vida posterior
Theodore apaixonou-se por Josephine. O sentimento era recíproco, mas a mãe de Jo, Marmee, não concordava e então quando Theodore pediu a Jo em casamento ela recusou.      
Josephine decidiu que precisava de um descanso e passou seis meses em Nova York, onde se dedicou ao ensino. Durante esse tempo, ela estabeleceu uma amizade próxima com o professor Friedrich Bhaer, com quem estudou alemão. No entanto, ao receber notícias de que Elizabeth, a sua irmã, estava gravemente doente, Josephine abandonou os seus compromissos em Nova York para cuidar desta.                                                                                                                                A convite de Josephine, o professor Bhaer chegou à casa dos March, onde permaneceu por duas semanas. No último dia da sua estadia, Bhaer fez um pedido de casamento a Josephine, e esta aceitou.
Após a morte da Tia March, o casal decidiu transformar a sua casa numa escola para crianças de ambos os sexos. E juntos, formaram uma família de dois filhos.
No início do livro, Jo deseja tornar-se uma escritora famosa, mas no final, esta fica bastante feliz com a sua escola.

## Intérpretes da personagem no cinema:[6]
|                   |                   |                   |                   |                   |
| Adaptação de 1933 | Adaptação de 1949 | Adaptação de 1994 | Adaptação de 2017 | Adaptação de 2019 |
| ----------------- | ----------------- | ----------------- | ----------------- | ----------------- |

## Citações famosas
"Women, they have minds, and they have souls, as well as just hearts. And they've got ambition, and they've got talent, as well as just beauty. I'm so sick of people saying that love is just all a woman is fit for. I'm so sick of it."- Jo March 

"Mulheres, têm mentes e têm almas, além de corações. E têm ambição e têm talento, além de beleza. Estou tão farta de ouvir as pessoas dizerem que o amor é tudo para o qual uma mulher é adequada. Estou tão farta disso."-Jo March
Nesta citação, Jo expressa a sua frustração com o facto do mundo afirmar que o único propósito das mulheres é a sua capacidade de cumprir um papel romântico.

"It’s bad enough to be a girl anyway when I like boys’ games, and work, and manners. I can’t get over my disappointment in not being a boy, and it’s worse than ever now, for I’m dying to go and fight with papa, and I can only stay at home and knit like a poky old woman."-Jo March.

"Já é mau o suficiente ser uma rapariga, especialmente quando gosto de jogos de rapazes, do trabalho e de boas maneiras. Não consigo ultrapassar a minha desilusão por não ser um rapaz, e está pior do que nunca agora, pois estou ansiosa por ir lutar com o papá, e só posso ficar em casa a tricotar como uma velha enfadonha." - Jo  March.
Jo é uma rapariga animada e aventureira que prefere de longe ser ativa do que comedida.A sua ifamília chama-lhe regularmente "maria-rapaz" e, embora apreciem a energia e a coragem de Jo, frequentemente a aconselham a agir de forma mais senhoril."

"I Care More To Be Loved. I Want To Be Loved."-Jo March.

"Preocupo-me mais em ser amada. Quero ser amada." - Jo March.
Jo começa a perceber que, embora não sinta nenhum nível específico de paixão por alguém na sua vida, ela realmente sente a necessidade de ter alguém que a ame.

"Writing Doesn't Confer Importance; If Reflects It."-Jo March.

"Escrever não confere importância; reflete-a." - Jo March.